# شهرستان ووکوار-سرییم
شهرستان ووکوار اسریجم (به لاتین: Vukovar-Srijem County) یک شهرستان‌های کرواسی در کرواسی است. 

## خصوصیات
شهرستان ووکوار اسریجم ۲٬۴۵۴ کیلومترمربع مساحت و ۱۸۰٬۱۱۷ نفر جمعیت دارد و ۷۸-۲۲۴ متر بالاتر از سطح دریا واقع شده‌است.

## نگارخانه

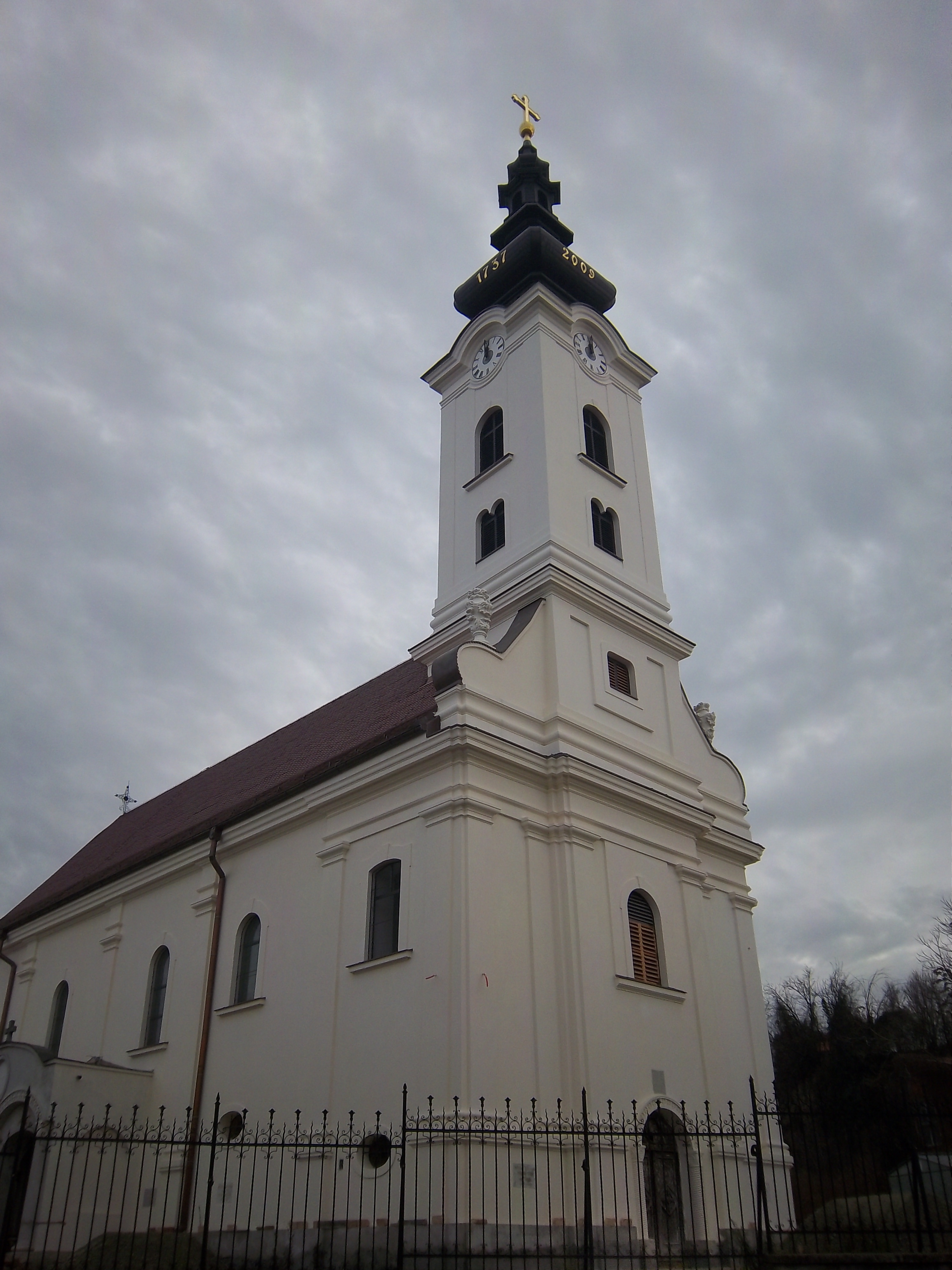
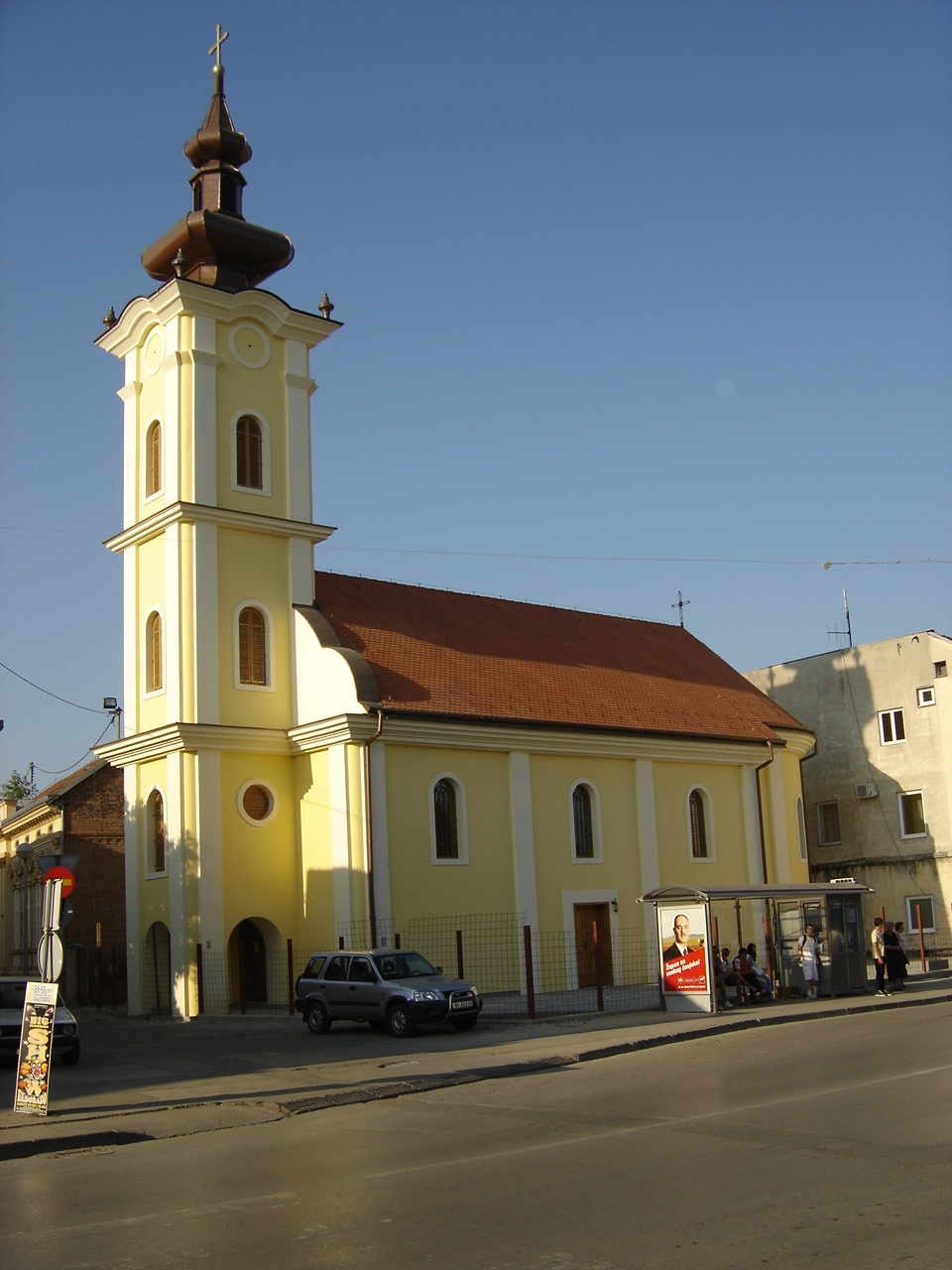
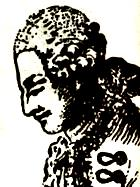
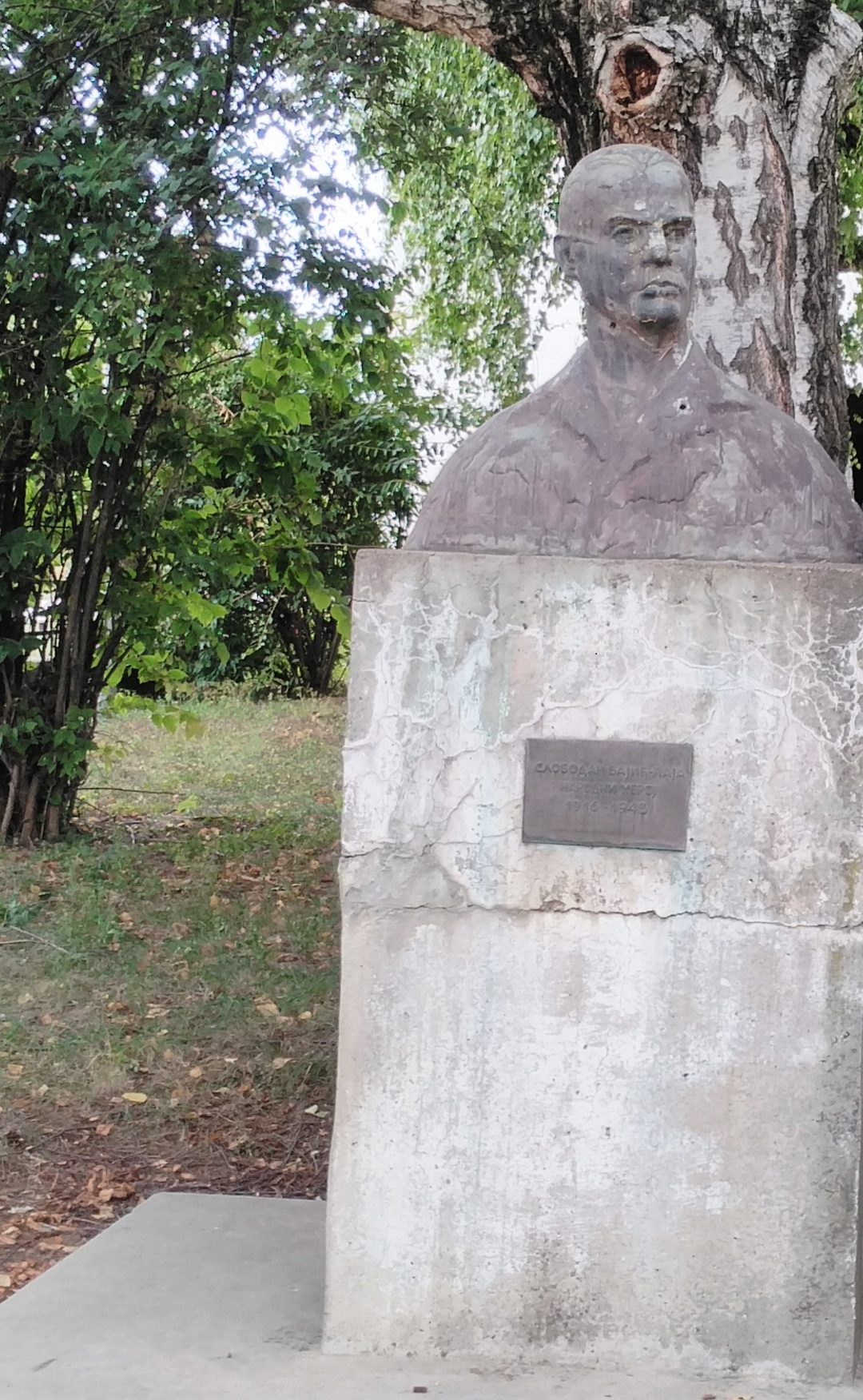